# Rechtaid Rígderg
Rechtaid Rígderg (Roi rouge ou à l'avant-bras (rig) rouge selon l'étymologie de Keating), fils de Lugaid Laigdech, est, selon les légendes médiévales et la tradition pseudo-historique irlandaise, un Ard ri Erenn.
Rechtaid Rígderg accède au pouvoir en tuant la reine Macha Mong Ruad, fille d'Áed Ruad le meurtrier de son père. Il règne 20 ans jusqu'à ce qu'il soit tué par Úgaine Mór, fils adoptif (c'est-à-dire: élevé en fosterage) de Macha et de son époux Cimbáeth. Son fils Cobthach Cáem ne régnera pas mais la continuité dynastie sera assumée par son petit-fils Mog Corb.
Le Lebor Gabála Érenn synchronise son règne avec celui de Ptolémée Ier Soter (323-283 av. J.-C.). La chronologie de Geoffrey Keating Foras Feasa ar Éirinn attribue à son règne les dates suivantes; 461  441 av. J.-C. et les Annales des quatre maîtres de 654-634 av. J.-C..

## Source
- (en) Cet article est partiellement ou en totalité issu de l’article de Wikipédia en anglais intitulé « Rechtaid Rígderg » (voir la liste des auteurs), édition du 31 mars 2012.